# Verband slowenischer Literaturübersetzer
Der Verband slowenischer Literaturübersetzer (Društvo slovenskih književnih prevajalcev, DSKP) ist die älteste und neben dem Verband der Fachübersetzer (Društvo znanstvenih in tehniških prevajalcev, DZTS) bedeutendste Standesorganisation für Übersetzer in Slowenien.

## Über den Verband
Der Verband wurde 1953 unter dem Namen Društvo prevajalcev Slovenije (Verband der Übersetzer Sloweniens) als Pendant zum Slowenischen Schriftstellerverband gegründet und verstand sich von Anfang an vorrangig als Vereinigung literarischer Übersetzer. Neben der Kontaktpflege zwischen Übersetzern und Standesorganisationen bzw. Institutionen im In- und Ausland sieht der Verband seine Aufgaben vor allem in der Sicherstellung hoher übersetzerischer Standards und in der Hebung des öffentlichen Bewusstseins für die Bedeutung und den Stellenwert übersetzerischer Arbeit. Als Standesvertretung bietet er seinen Mitgliedern Weiterbildungsmöglichkeiten sowie Informationen über soziale und praktische Aspekte des Übersetzens, u. a. zur Wahrung der Rechte von Übersetzern und zur Durchsetzung von Grundsätzen professioneller Ethik im beruflichen Alltag. Zum Tätigkeitsbereich des DSKP zählen öffentliche literarische Veranstaltungen und Diskussionen, die Durchführung von Vorträgen, Expertengesprächen, Fachtagungen und internationalen Symposien, die Förderung des internationalen Studienaustausches von Übersetzerinnen und Übersetzern, die Zusammenarbeit mit Bildungseinrichtungen, Universitäten, Verlagen, Bibliotheken, Theatern, öffentlich-rechtlichen Medien sowie die Herausgabe einer Zeitschrift, von Monographien, Sammelbänden und Spezialbibliographien. Der Verband positioniert sich öffentlich in Fragen des Übersetzens und versucht im politischen Prozess auf die stärkere Berücksichtigung der materiellen und sozialen Rechte der Übersetzer (z. B. in Fragen des Urheberrechts, Fair pay) hinzuwirken.
Im DSKP sind Übersetzer aus den Bereichen Literatur und Humanistik organisiert, mit Stand 2021 waren knapp 200 Mitglieder gelistet, wobei die slowenische Staatsbürgerschaft keine Voraussetzung für die Mitgliedschaft darstellt. Die Mitglieder bilden die Generalversammlung (Občni zbor), welche alle zwei Jahre den elfköpfigen Verwaltungsausschuss (Upravni odbor) samt Vorsitz, den dreiköpfigen Kontrollausschuss (Nadzorni odbor) und das ebenfalls dreiköpfige Ehrenschiedsgericht (Častno razsodišče) wählt. Für den Vorsitz sind Mehrfachmandate üblich, mit September 2020 wurde Tanja Petrič zur Vorsitzenden bestellt. Der DSKP ist Mitglied des Rats der Europäischen Literaturübersetzerverbände (CEATL).
Bis 2017 schrieb der Verband aus dem Titel der für die hauseigenen Publikationen anfallenden Bibliothekstantiemen (Knjižnično nadomestilo) Übersetzerstipendien aus, die heute von der Öffentlichen Buchagentur Sloweniens (JAK) vergeben werden.

## Verbandseigene Preise
Von hoher Bedeutung und mit Prestige ausgestattet sind die vom DSKP vergebenen Übersetzerpreise:
- Sovretova nagrada (Sovre-Preis) als Auszeichnung für literarische Übersetzungen ins Slowenische vergeben (seit 1963);
- Nagrada Radojke Vrančič (Radojka-Vrančič-Preis) als Auszeichnung für junge Übersetzer, die eine hervorragende Übersetzung (Literatur, Humanistik, Gesellschaftswissenschaft) ins Slowenische erbracht haben (seit 2002);
- Lavrinova diploma (Lavrin-Diplom) für ein qualitätvolles Opus von Übersetzungen slowenischer Belletristik, human- oder gesellschaftswissenschaftlicher Literatur oder für einen bedeutenden Beitrag zur Etablierung slowenischer Literatur im Ausland (seit 2003);
- Jermanova nagrada (Jerman-Preis) als Auszeichnung für die herausragende eines human- oder gesellschaftswissenschaftlichen Werks ins Slowenische (seit 2015);
- Nagrada Vasje Cerarja (Vasja-Cerar-Preis) für besonders gelungene Übersetzungen von Jugendliteratur ins Slowenische (seit 2021).

## Liste der Vorsitzenden
- Fran Albreht (1953–1957)
- Božidar Borko (1957–1965)
- Franjo Smerdu (1965–1969)
- Vital Klabus (1969–1973)
- Janko Moder (1973–1979)
- Frane Jerman (1979–1984, 1988–1990)
- Kajetan Gantar (1984–1986)
- Ana Bitenc (1986–1988)
- Aleš Berger (1990–1992)
- Majda Stanovnik (1992–1994)
- Vasja Cerar (1994–1998)
- Dušanka Zabukovec (1998–2002, 2010–2014)
- Štefan Vevar (2002–2006)
- Irena Trenc Frelih (2006–2008)
- Matej Hriberšek (2008–2010)
- Đurđa Strsoglavec (2014–2020)
- Tanja Petrič (2020–)

(Quelle:)

## Publikationen des DSKP (Auswahl)
(Quelle:)

### Verbandszeitschrift
Hieronymus. Revija o prevajalstvu | Journal for Translation. DSKP 2007–2014, 2021–

### ReiheZborniki Društva slovenskih književnih prevajalcev
[Schriftenreihe des Verbands der slowenischen Literaturübersetzer]
1. Bled 75 (1975)
2. Ivan Cankar v prevodih (1977)
3. Slovenski leksikon novejšega prevajanja (1985)
4. Oton Župančič v prevodih (1980)

5.–7. Iz zgodovine prevajanja na Slovenskem (1982)
8.–9. France Prešeren v prevodih (1985)
10. Štiristo let prevajanja na Slovenskem (1985)
11. Sovretov zbornik (1986)
12. Potokarjev zbornik (1987)
13. Prevajalci Pomurja in Porabja; Vuk Karadžić in prevajanje; Kritika prevajanja (1988)
14. Radovljiški prevajalski zbornik (1989)
15. Prevajalski zbornik (1991)
16. Prevajanje Biblije; Prevajanje filozofije (1992)
17. Prevod in narodova identiteta; Prevajanje poezije (1993)
18. Prevod, posnetek, reprodukcija, interpretacija; Prevajanje dramatike (1994)
19. Prevajanje slovenske književnosti; Prevajanje za kino in RTV (1995)
20. Prevod besedila; Prevajanje romana (1996)
21. Kriteriji literarnega prevajanja; Prevajanje in terminologija (1997)
22. Prevajanje otroške in mladinske književnosti (1998)
23. Modrov zbornik (Bio- bibliografije članov DSKP) (1998)
24. Prevod uglasbenih besedil; Prevod trubadurske lirike (1999)
25. Goethe v slovenskih prevodih; Prevod stripa in slikanice; Asterix v evropskih jezikih (2000)
26. Prevajanje Prešerna; Prevajanje pravljic (2001)
27. Prevajanje srednjeveških in renesančnih besedil (2002)
28. Prevajanje realističnih in naturalističnih besedil (2003)
29. Prevajanje besedil iz obdobja romantike (2004)
30. Prevajanje baročnih in klasicističnih besedil (2005)
31. Prevajanje besedil iz 1. polovice 20. stoletja (2006)

### Sonderausgaben
- Martin Grum: Slovenski prevajalski leksikon 1550–1945 (Poskusni zvezek A–J) (2007)
- Odprta okna (Komparativistika in prevajalstvo; Majdi Stanovnik ob 75. rojstnem dnevu) (2009)
- Prevajalski opus Radojke Vrančič (2003)
- Nesem te v zibel drugega jezika [Festschrift zum 50-jährigen Bestehen des Verbands] (2003)
- Mary Snell: My Travels Alone (2011)

### ReiheStudia translatoria
[herausgegeben in Zusammenarbeit mit dem Forschungszentrum der Slowenischen Akademie der Wissenschaften und Künste ZRC SAZU]:
- Tone Smolej: Iz francoskega poslovenjeno (2008)
- David Movrin: Fidus interpres / Zvest prevajalec (2009)
- Boris A. Novak: Salto immortale I–II (2011)
- Martina Ožbot: Prevodne zgodbe (2012)
- Majda Stanovnik: Prevajalci o prevodu (2013)
- Majda Stanovnik: Prevajalci o prevodu 2 (2016)
- Bożena Tokarz: Eseji o poljsko-slovenskem književnem prevajanju (2019)